# Romas Ubartas
Romas Ubartas (ur. 26 maja 1960 w Poniewieżu) – litewski lekkoatleta startujący również w barwach ZSRR, specjalizujący się w rzucie dyskiem, mistrz i wicemistrz olimpijski.
Zaczął karierę międzynarodową jako reprezentant ZSRR podczas zawodów Przyjaźń-84, zorganizowanych w 1984 w Moskwie dla zawodników państw, które zbojkotowały igrzyska olimpijskie w Los Angeles. Zajął wówczas 8. miejsce. Na mistrzostwach Europy w 1986 w Stuttgarcie zdobył złoty medal wynikiem 67,08 m. Na mistrzostwach świata w 1987 w Rzymie zajął 6. miejsce.
Podczas igrzysk olimpijskich w 1988 w Seulu zdobył srebrny medal przegrywając tylko z Jürgenem Schultem z NRD. Na mistrzostwach Europy w 1990 w Splicie zajął 5. miejsce.
Swój największy sukces odniósł Ubartas startując już w barwach niepodległej Litwy. Na igrzyskach olimpijskich w 1992 w Barcelonie zdobył złoty medal rzutem na odległość 65,12 m, pokonując Jürgena Schulta i Kubańczyka Roberto Moyę. Na mistrzostwach świata w 1993 w Stuttgarcie zajął początkowo 4. miejsce (rzucił 65,24 m), ale później został zdyskwalifikowany z powodu dopingu.
Po upływie okresu dyskwalifikacji nie odnosił już sukcesów medalowych. Na mistrzostwach Europy w 1998 w Budapeszcie zajął 9. miejsce, a na mistrzostwach świata w 1999 w Sewilli, igrzyskach olimpijskich w 2000 w Sydney i mistrzostwach świata w 2001 w Edmonton odpadał w eliminacjach.
Ubartas był mistrzem ZSRR w 1986. Nie zdobył mistrzostwa Litwy. Jego rekord życiowy to 70,06 m.

## Odznaczenia
- Krzyż Oficerski Orderu „Za Zasługi dla Litwy” – 2008[1]